# Henri Belkacem
Pour les articles homonymes, voir Belkacem.
Henri Belkacem (né le 16 mars 1964 à Paris) est un athlète français, spécialiste du 3 000 mètres steeple.

## Biographie
Il est sacré champion de France du 3 000 mètres steeple en 1999 à Niort.